# قانون مهاجرت ۱۹۹۰
قانون مهاجرت آمریکا (انگلیسی: Immigration Act of 1990) در تاریخ ۲۹ نوامبر ۱۹۹۰ پس از امضای فرمان اجرایی جرج دابلیو. بوش به قانون اجرایی تبدیل شد.

## ارائه لایحه به کنگره
لایحه این قانون نخستین بار توسط سناتور تد کندی از حزب دموکرات (ایالات متحده آمریکا) از ایالت ماساچوست در سال ۱۹۸۹ به کنگره آمریکا ارائه شد. این اصلاحیه لایحه مهاجرت و تابعیت ۱۹۶۵بود.

## توضیح قانون مهاجرت
به موجب این قانون آمار مهاجرت کلی به خاک ایالات متحده افزایش پیدا کرد، به طوریکه سالانه تا سقف ۷۰۰ هزار مهاجر طی سال مالی ۹۲ – ۹۴ اجازه ورود به خاک آمریکا را پیدا کردند. این قانون اجازه صدور ویزای مهاجرتی به خانواده‌های مهاجر نیز اعطا کرد که دربرگیرنده ۵ ویزای مجزا از جمله ویزای استخدام در مشاغل بود، همچنین ایجاد یک برنامه متنوع قرعه کشی برای اعطای گرین کارت به مهاجران کشورهایی که «کم پذیرش» تر یا شهروندان کشورهایی که نماینده ای از ملیت خود در آمریکا نداشتند را شامل می‌شد.
علاوه بر صدور ویزای مهاجرت، ویزای غیر مهاجرتی دیگری با نام H-B1 نیز برای کارگران متخصص و کارآمد در نظر گرفته شد. در میان ویزاهای موجود ویزایی خاص خانواده‌های عیالوار به عنوان سهمیه داده شد. همچنین یک ویزای موقت افراد حفاظت شده توسط کنگره آمریکا ایجاد گردید و توسط دادستان کل به کسانی اعطا می‌شد که امکان بازگشت به کشور مادری شان به خاطر منازعات جنگ داخلی یا فجایع محیط زیستی یا دیگر شرایط فوق‌العاده را ندارند و در نتیجه این ویزای موقت به‌طور خاص به شهروندان السالوادوری کمک کرد.

سایر جنبه‌های قانون مهاجرت۱۹۹۰ حذف پروسه گذراندن امتحان انگلیسی برای اعطای اجازه شهروندی بود که بر اساس قانون مهاجرت ۱۹۰۶ اجرا می‌شد.